# 4593 Reipurth
4593 Reipurth este un asteroid din centura principală, descoperit pe 16 martie 1980 de Claes Lagerkvist.